# Часаррета, Энрике
Энрике Сальвадор Часаррета (исп. Enrique Salvador Chazarreta; 29 июля 1947, Коронель Ду Грати, Аргентина — 24 марта 2021) — аргентинский футболист, полузащитник.

## Клубная карьера
Энрике Часаррета начинал свою профессиональную футбольную карьеру в 1969 году, будучи отданным в аренду клубу «Архентинос Хуниорс» из «Сан-Лоренсо». В «Сан-Лоренсо» Часаррета вернулся в следующем году и достиг с этой командой 3-х чемпионских титулов в 1972—1973 годах. После «Сан-Лоренсо» он ещё играл за французские «Авиньон Фут» и «Олимпик Алес», а также аргентинские «Химнасия и Эсгрима (Ла-Плата)» и «Депортиво Морон».

## Международная карьера
Энрике Часаррета попал в состав сборной Аргентины на Чемпионате мира 1974 года. Из 6-и матчей Аргентины на турнире Часррета появлялся лишь в одном. Он вышел на поле на 78-й минуте матча первого группового этапа против сборной Италии, заменив нападающего Эктора Ясальде.

## Достижения

### Клубные
Сан-Лоренсо
- Чемпионат Аргентины (3): Метрополитано 1972 (чемпион), Насьональ 1972 (чемпион), Насьональ 1973 (чемпион)